# Aberdeen and West End Railroad
Die Aberdeen and West End Railroad war eine Eisenbahngesellschaft in North Carolina (Vereinigte Staaten). Sie betrieb ein kleines Netz von 108 Kilometern Länge und hatte ihren Hauptsitz in Aberdeen.

## Bahnstrecken
- Bahnstrecke Aberdeen–Asheboro (90 km)
- Bahnstrecke Biscoe–Troy (12 km)
- Bahnstrecke West End–Little River (6 km; nur Güterverkehr)

## Geschichte
Die Bahngesellschaft wurde am 21. Oktober 1889 gegründet und übernahm eine in den 1880er Jahren eröffnete nicht-öffentliche Waldbahn, die von Aberdeen nach Norden führte. Sie war in Besitz der Familie Page, Präsident der Bahn war A. F. Page. 1893 wurde die Strecke zu einer öffentlichen Bahn mit Personenverkehr. Sie führte zu diesem Zeitpunkt von Aberdeen nach Candor. Die Bahn hatte die damals im Südosten der USA übliche Spurweite von 4¾ Fuß (1448 mm).
Noch 1893 ging eine sechs Kilometer lange Zweigstrecke von West End zum Little River in Betrieb, die schon 1895 wieder stillgelegt wurde und nur der Holzabfuhr diente. Ebenfalls 1895 wurde die Hauptstrecke nach Star verlängert und eine Zweigstrecke von Biscoe nach Troy eröffnet. Die im April 1896 gegründete Asheboro and Montgomery Railroad besaß eine Konzession für eine Strecke von Asheboro nach Star. Die Familie Page kaufte diese Gesellschaft und baute die Strecke als nördliche Verlängerung ihrer Hauptstrecke, die am 1. Oktober 1896 in Betrieb ging.
1897 fusionierten die beiden Bahngesellschaften zur Aberdeen and Asheboro Railway. Heute existiert weiterhin die Strecke von Aberdeen nach Star, die von der Aberdeen, Carolina and Western Railway betrieben wird.